# Meltdown (it-sikkerhedssårbarhed)
 For alternative betydninger, se Meltdown. (Se også artikler, som begynder med Meltdown)
Meltdown er en sikkerhedssårbarhed i Intels mikroprocessorer, der blev offentliggjort 3. januar 2018 sammen med den nært beslægtede sikkerhedssårbarhed Spectre.
Sårbarheden betyder at der er en risiko for datalækager fra operativsystemets kerne til en brugerproces, som kan udnyttes af ondsindede programmer til at opfange følsomme oplysninger såsom adgangskoder, kryptografiske nøgler og kreditkortnumre. I januar 2018 var der endnu ikke nogle kendte eksempler på ondsindet kode, der udnytter sårbarheden. Informationslækager kan være svære at opdage og det er ikke sikkert at de kan forebygges med anti-virus software, fordi den ondsindede kode ikke nødvendigvis opfører sig som en traditionel computervirus.
Sårbarheden rammer hovedsagelig Intels mikroprocessorer, men også mikroprocessorer fra Qualcomm og ARM er ramte.

## Historik
Sårbarheden blev opdaget uafhængig af hinanden, af tre institutioner: forskere fra Googles sikerhetslaboratorium Project Zero,
Technische Universität Graz og virksomheden Cyberus Technology. De berørte firmaer blev informeret af Google i juli 2017. Den oprindelige planen var at Meltdown og Spectre skulle blive offentliggjort 9. januar 2018 hvor Linux operativsystemsudviklere ville foretage en koordineret præsentation af deres sikkerhedsopdateringer. I stedet blev sårbarheden offentliggjort 3. januar 2018.
For at modgå Meltdown er sikkerhedsopdateringer til Microsoft og Apples operativsystem blevet udsendt siden slutningen af 2017 og flere opdateringer forventes at være på vej.
Der har været fremført bekymringer for at enhedernes ydeevne ville forringes mærkbart af disse sikkerhedsopdateringer, eftersom de betyder at skift mellem processer bliver langsommere, men de første målinger har næsten ikke vist nogen forringelse.
Operativsystemernes sikkerhedsopdateringer, der adresserer Meltdown (men ikke Spectre), bruger en teknologi der i en Linux-sammenhæng kaldes Kernel Page Table Isolation (KPTI eller PTI) der skjuler kernens hukommelse for brugerprocesser.

## Beskrivelse
Informationslækager kan opstå når oplysninger fra ulovlige instruktioner, som af processoren udføres på forhånd (spekulativ udførelse), lagres i processorens cache. Meltdown indebær at de oplysninger der er i cachen kan læses, inden de  nulstilles, hvilket den gør når processoren registrerer at de instruktioner der blev udført på forhånd, var ulovlige.
Sårbarheden opstår i en kombination af processoroptimeringsteknikerne out-of-order execution, spekulativ udførelse og CPU-caching. Sideeffekter af de berørte processorers optimeringstekniker omgår adresserumsbeskyttelsen for virtuel hukommelse, hvilket muliggør adgang til utilgængelig kernelhukommelse fra brugerprogrammer.